# نشریه پایلاک–کایتز
نشریهٔ پایلاک–کایتز (به فارسی: درخشش–برق) نشریه‌ای به زبان ارمنی که بین سال‌های ۱۸۹۸ تا ۱۹۰۳ توسط دانش‌آموزان دبستان هایکازیان–تاماریان تبریز منتشر می‌شد.